# ドクター・スースのおはなし
ドクター・スースのおはなし（The Cat in the Hat (TV Special)）とは、1971年のアニメ、特別番組。原作はドクター・スースの児童文学『キャット イン ザ ハット』(1957年)。
日本では2012年3月31日、カートゥーン ネットワークで放送された。

## キャスト
ネコ
声：今井清隆
本作の主人公、帽子を被っている。
ナレーター
声：真地勇志
- そのほかの出演者 - 小形満、白熊寛嗣、千々和竜策、藤本たかひろ、中嶋絵美、田中晶子

## スタッフ
- 音楽：ディーン・エリオット
- 美術：モーリス・ノーブル
- 監督：ホーリー・プラット
- 製作：チャック・ジョーンズとテッド・ガイゼル
- エグゼクティブ・プロデューサー：フレッツ・フレレングとデヴィッド H.ディパティエ[1]
- アニメーション：ハル・アンブロ、ワーレン・バッチェルダー、マニー・ゴールド、ジョージ・ニコラス、マニー・ペレス、フィル・ロマン、ロバート・テイラーとドン・ウィリアムズ
- レイアウト：ロバート・ギブンズとディック・ウン
- 背景：リチャード・H・トーマス
- 撮影：ジョン・バートン・ジュニアとレイ・リー
- 映像編集：リーガン・サーとロジャー・ドンリー
- 監修：ジム・フォス
- 調整：ハリー・ラブ
- 録音：エリック・A・トムリンソン
- 絵コンテ：チャック・ジョーンズ
- テレビ脚本：ドクター・スース

## 日本語版スタッフ
- プロデューサー：岡田由里子
- 演出：嶋澤みどり
- 翻訳：古瀬由紀子
- 調整：小出善司
- 担当：井口大介、田中祥太
- 制作：カートゥーン ネットワーク、ブロードメディア・スタジオ